# NFL Century
NFL Century è una delle quattro Division in cui si organizzò la National Football League per tre stagioni dal 1966 al 1969, le altre erano la NFL Capitol, la NFL Central e la NFL Coastal.
La Division contava, come le altre, quattro squadre e venne istituita nel 1966 con Cleveland Browns, New York Giants, Pittsburgh Steelers e Saint Louis Cardinals. Nella stagione successiva i New Orleans Saints sostituirono i Giants, che presero il posto dei Saints nella NFL Capitol. Nella stagione 1969 le due squadre si scambiarono ancora di Division.
Dopo la fusione della NFL con l'American Football League del 1970, la NFL Century venne sciolta e le sue squadre vennero fatte confluire nelle nuove Division, precisamente: Cleveland e Pittsburgh nella AFC Central, mentre i Giants e i Cardinals nella NFC East.

## Albo d'oro della NFL Century
| Stagione | Squadra          | Risultato | Risultato nei play-off               |
| -------- | ---------------- | --------- | ------------------------------------ |
| 1967     | Cleveland Browns | 9-5-0     | sconfitta nei NFL Divisional Playoff |
| 1968     | Cleveland Browns | 10-4-0    | sconfitta nel NFL Championship Game  |
| 1969     | Cleveland Browns | 10-3-1    | sconfitta nel NFL Championship Game  |